# Qualificazioni al campionato europeo maschile di calcio 2024 - Gruppo D
Il gruppo D delle qualificazioni al campionato europeo di calcio 2024 è composto da cinque squadre: Croazia, Galles, Armenia, Turchia e Lettonia. La composizione dei gruppi di qualificazione è stata sorteggiata il 9 ottobre 2022.

## Classifica
| Squadra  | Pt | G | V | N | P | GF | GS | DR  |
| -------- | -- | - | - | - | - | -- | -- | --- |
| Turchia  | 17 | 8 | 5 | 2 | 1 | 14 | 7  | +7  |
| Croazia  | 16 | 8 | 5 | 1 | 2 | 13 | 4  | +9  |
| Galles   | 12 | 8 | 3 | 3 | 2 | 10 | 10 | 0   |
| Armenia  | 8  | 8 | 2 | 2 | 4 | 9  | 11 | -2  |
| Lettonia | 3  | 8 | 1 | 0 | 7 | 5  | 19 | -14 |

## Risultati

### Prima giornata
| Arbitro: | José María Sánchez Martínez |

|                  |           |                          |
| Kabak 10’ (aut.) | Marcatori | 34’ Kökçü 64’ Aktürkoğlu |

| Arbitro: | João Pinheiro |

|              |           |                 |
| Kramarić 28’ | Marcatori | 90+3’ Broadhead |

### Seconda giornata
| Arbitro: | Andreas Ekberg |

|  |           |                    |
|  | Marcatori | 20’, 45+4’ Kovačić |

| Arbitro: | Giorgi Kruashvili |

|           |           |  |
| Moore 41’ | Marcatori |  |

### Terza giornata
| Arbitro: | Tamás Bognár |

|                        |           |                                      |
| Emsis 51’ Tobers 90+4’ | Marcatori | 22’ Bardakcı 61’ Ünder 90+5’ Kahveci |

| Arbitro: | Georgi Kabakov |

|                         |           |                                   |
| D. James 10’ Wilson 72’ | Marcatori | 19’, 75’ Zelarayán 30’, 66’ Ranos |

### Quarta giornata
| Arbitro: | Peter Kráľovič |

|                                      |           |                      |
| Tiknizjan 35’ Barseġyan 90+1’ (rig.) | Marcatori | 67’ (aut.) Mkrtchyan |

| Arbitro: | Fabio Maresca |

|                     |           |  |
| Nayir 72’ Güler 80’ | Marcatori |  |

### Quinta giornata
| Arbitro: | Philip Farrugia |

|                                                        |           |  |
| Petković 3’, 44’ Ivanušec 13’ Kramarić 68’ Pašalić 78’ | Marcatori |  |

| Arbitro: | Daniele Orsato |

|              |           |            |
| Yıldırım 88’ | Marcatori | 49’ Dašyan |

### Sesta giornata
| Arbitro: | Clément Turpin |

|  |           |              |
|  | Marcatori | 14’ Kramarić |

| Arbitro: | Michal Ocenáš |

|  |           |                                |
|  | Marcatori | 29’ (rig.) Ramsey 90+6’ Brooks |

### Settima giornata
| Arbitro: | Rade Obrenovič |

|                              |           |  |
| J. Ikaunieks 39’ Balodis 68’ | Marcatori |  |

| Arbitro: | Anthony Taylor |

|  |           |            |
|  | Marcatori | 30’ Yılmaz |

### Ottava giornata
| Arbitro: | Enea Jorgji |

|                                           |           |  |
| Akgün 58’ Tosun 84’, 90+2’ Aktürkoğlu 88’ | Marcatori |  |

| Arbitro: | Davide Massa |

|                 |           |             |
| Wilson 47’, 60’ | Marcatori | 75’ Pašalić |

### Nona giornata
| Arbitro: | Benoît Bastien |

|              |           |                        |
| Zelarayán 5’ | Marcatori | 45+2’ (aut.) Tiknizjan |

| Arbitro: | Urs Schnyder |

|  |           |                       |
|  | Marcatori | 7’ Majer 16’ Kramarić |

### Decima giornata
| Arbitro: | Ivan Kružliak |

|             |           |  |
| Budimir 43’ | Marcatori |  |

| Arbitro: | Matej Jug |

|             |           |                   |
| Williams 7’ | Marcatori | 70’ (rig.) Yazıcı |

## Classifica marcatori
4 reti
- Andrej Kramarić

3 reti
- Lucas Zelarayán

- Harry Wilson

2 reti
- Grant-Leon Ranos
- Mateo Kovačić

- Mario Pašalić
- Bruno Petković

- Kerem Aktürkoğlu
- Cenk Tosun

1 rete
- Tigran Barseġyan (1 rigore)
- Artak Dašyan
- Nair Tiknizjan
- Ante Budimir
- Luka Ivanušec
- Lovro Majer
- Daniels Balodis
- Eduards Emsis
- Jānis Ikaunieks

- Kristers Tobers
- Yunus Akgün
- Barış Alper Yılmaz
- Abdülkerim Bardakcı
- Arda Güler
- İrfan Kahveci
- Orkun Kökçü
- Umut Nayir
- Cengiz Ünder

- Yusuf Yazıcı
- Bertuğ Yıldırım
- Nathan Broadhead
- David Brooks
- Daniel James
- Kieffer Moore
- Aaron Ramsey (1 rigore)
- Neco Williams

Autoreti
- Styopa Mkrtchyan (1, pro  Lettonia)

- Nair Tiknizjan (1, pro  Galles)

- Ozan Kabak (1, pro  Armenia)